# Creed Bratton
Pour les articles homonymes, voir Bratton.
Creed Bratton, né William Charles Schneider, est un acteur, chanteur et musicien américain né le 8 février 1943 à Los Angeles. Ancien membre du groupe de rock The Grass Roots, il est connu pour avoir joué un personnage portant son nom dans la sitcom The Office. Il fait partie du casting de The Office gagnant les Screen Actors Guild Awards pour la meilleure performance d'ensemble dans une série de comédie en 2007 et 2008,.

## Biographie
Creed est né William Charles Schneider à Los Angeles et grandit à Visalia, en Californie. Il est issu d'une famille de musicien.
Ses grands-parents avaient un groupe semi-professionnel : The Happy Timers et l'ont initié à la guitare. Sa grand mère jouaient des percussions et son grand père de la guitare. Sa mère était une joueuse de mandoline. Il a commencé la guitare quand on lui a offert une guitare électrique Silvertone.
Son père décède lors de la Seconde Guerre mondiale lorsque William a deux ans. Sa mère se marie ensuite à un certain Ertmoed et William est renommé Chuck Ertmoed.

### Éducation
Son but premier n'est pas de faire de la musique, mais d'être acteur. Il étudie le théâtre à l'université et rejoint ensuite Los Angeles pour réaliser son rêve avant d'être rattrapé par la musique.

### Carrière musicale

#### Débuts
À l’âge de 17 ans, il débute professionnellement dans le groupe The Tourquays. Il a toujours joué de la musique pour gagner sa vie parce qu'il le pouvait.
Lors d'une soirée arrosée en Europe, alors qu'il est musicien itinérant avec son groupe The Young Californians, il rencontre un groupe de jeunes enseignants d'anglais. Il déclare avoir eu des visions de lui devenant un grand acteur et musicien mais certains enseignants pensent que Chuck Ertmoed n'est pas un nom de superstar. Il se réveille le lendemain et voit une nappe pleine de noms fictifs barrés, sauf un qui est entouré : Creed Bratton.
Il devient donc Creed Bratton en jour de 1966. Il voyage à travers l'Europe, l'Afrique et le Moyen-Orient. Il joue de la guitare lors d'un grand festival de folk en Israël où il est repéré par le guitariste Warren Entner qui lui demande de l'appeler dès son retour aux Etats-Unis.
En 1966 ils débutent leur partenariat et commencent à enregistrer et jouer ensemble. Ils recrutent les membres restants nécessaires à leur groupe : The 13th Floor. Le groupe sera finalement composé de Creed et Warren Entner à la guitare, Rick Coonce à la batterie et Kenny Fukomoto à la basse. Ils enregistrent une démo et l'envoient à Dunhill, un nouveau label dirigé par Lou Adler.

#### The Grass Roots
Les producteurs/compositeurs P.F. Sloan et Steve Barri apprécient la démo du groupe. Ils ont besoin de nouveaux membres pour un groupe de folk-rock qu'ils ont créé en 1965. The 13th Floor perd son bassiste et recrute en vitesse Rob Grill. Ils ont eu le choix de garder leur nom de groupe ou de récupérer The Grass Roots qui avait déjà un futur hit de produit, ce qu'ils choisiront finalement. Il en est, entre 1967 et 1969, le chanteur et guitariste.
Ils sont entrés pour la première fois dans le top 10 en 1967 avec la chanson Let's Live For Today grâce à laquelle ils ont obtenu un disque d’or. Ils partent en tournée à travers les Etats-Unis, portés par des hits tels que "Midnight Confessions". Le groupe devient un des contributeurs majeurs de la scène rock.
Des compositeurs parmi les meilleurs travaillent pour The Grass Roots et le groupe compose eux-mêmes de nombreuses chansons. Pour leurs sons majeurs, la musique enregistrée était jouée par les musiciens de studio de Los Angeles : The Wrecking Crew. Creed co-écrit les chansons "Beatin' Round the Bush", "No Exit" et "Hot Bright Lights". Il compose seul "Dinner for Eight" et "House of Stone". Il est le chanteur sur This Precious Time" et "Dinner for Eight". Il joue avec le groupe sur les albums Let's Live for Today, Feelings, Golden Grass (compilation) et Lovin' Things. Trois albums se classent dans le Billboard et Golden Grass reçoit un disque d'or. Il participe à 10 des singles du groupe dont 8 se classent et "Midnight Confessions" qui reçoit un single d'or.
The Grass Roots joue au Fantasy Fair and Magic Mountain Music Festival le dimanche 11 juin 1967, pendant le Summer of Love. Leur hit "Let's Live for Today" est au sommet. Ils jouent ensuite au Monterey Pop Festival, au San Francisco Pop Festival, au Los Angeles Pop Festival et au Miami Pop Festival, pendant que "Midnight Confessions" se popularise.
Ils partent en tournée notamment avec The Beach Boys et The Doors.
En avril 1969, Creed est frustré que leur label, Dunhill, leur refuse toujours d'écrire leurs propre sons et d'enregistrer eux-mêmes leurs instruments alors qu'ils le font sur scène. Après une apparition désastreuse au Filmore West, il lui est demandé de quitter le groupe.

#### Carrière Solo
Entre 2001 et 2002, il sort trois albums solo avec l'aide de Peter White contenant ses enregistrements depuis les années 60 : Chasin 'The Ball, The 80's et Coarsegold.
En 2007 il donne un Induction Award au groupe The Wrecking Crew au Musicians Hall of Fame.
En 2008, il sort un album homonyme avec le producteur Jon Tiven et en 2010 parait un nouvel album : Bounce Back avec le producteur Dave Way. En 2011 il publie Demo un album de ses plus grands succès issus de ses trois premiers albums solo. En 2010 et 2012 il performe au SXSW festival. En 2013 il publie une création originale en trois actes : une biographie audio appelée Tell Me About It.
Creed se présente en tant que grand auditeur de jazz et de musique classique.
Le 18 janvier 2014, Creed rejoint son ami Zachary Scot Johnson pour le 500eme jour consécutif du thesongadayproject sur YouTube. Un projet de Zachary Scot Johnson où il publie un son par jour pendant aussi longtemps que possible.

### Carrière d'acteur

#### Débuts difficiles
Apres avoir quitté The Grass Roots, Creed entre dans une phase compliquée de sa vie. Il n'a pas de voiture, sa femme est à New York donc il emmène sa fille à l'école en bus, travaille la journée dans un restaurant avant de reprendre le bus pour aller chercher sa fille. Il fait garder sa fille par sa belle-sœur pendant qu'il prend des cours d'acting.
Il commence sa carrière d’acteur en 1967 et apparaît dans de nombreux films.

#### The Office
Alors que Creed travaille sur The Bernie Mac Show il rencontre Ken Kwapis, un des réalisateurs qui s'avère être un grand fan des Grass Roots. Ken envoie alors son assistant chercher un vinyle pour le faire signer à Creed.
Il ne connait réellement le succès qu’en 2005 grâce à la série comique américaine The Office dans laquelle il joue le rôle de Creed Bratton, un personnage qui porte le même nom que lui.

### Anecdotes
Lors d'une représentation au Filmore West avec The Grass Roots avant laquelle il avait bu de l'alcool, consommé du cannabis et de l'acide, il déclarera voir des vortex de couleurs dans ses mains alors qu'il devait jouer de la guitare et des notes de musiques tomber des haut-parleurs. Il s'y dirigea alors pour essayer de ramasser les notes sur le sol. Il ne pouvait plus jouer et Bill Graham, un membre du groupe qui ne l'aimait pas beaucoup, lui criait dessus. Creed baisse alors son pantalon (il ne porte jamais de sous-vêtements). Il marche alors hors de la scène à moitié nu et tente d'expliquer à l'équipe technique le sens de la vie. Rainn Wilson, en entendant cette histoire, lui conseille d'écrire un livre de toutes ses folles anecdotes.

## Filmographie
- 1975 : Dossiers brûlants
- 1977 : Huit, ça suffit !
- 1983 : Pied au plancher (Heart Like a Wheel) de Jonathan Kaplan
- 1985 : Mask
- 1986 : A Fighting choice (en) de Ferdinand Fairfax
- 1987 : U.S. Marshals: Waco & Rhinehart
- 1987 : The Wild pair
- 1988 : Seven Hours to Judgment
- 1991 : Neon City
- 1994 : Secret Sins of the Father
- 2004 : The War of Gene
- 2005-2013 : The Office
- 2006 : The Manual
- 2006 : The Bernie Mac Show
- 2008 : Just One of the Gynos
- 2008 : The Office: The Outburst
- 2009 : The Office: Blackmail
- 2009 : En cloque mais pas trop (Labor Pains) de Lara Shapiro
- 2010 : In Gayle We Trust (en)
- 2010 : Forgotten
- 2010 : Funny or Die Presents…
- 2011 : The Ghastly Love of Johnny X (en)
- 2011 : I Am Ben
- 2011 : Terri (en)

## Sources
1. ↑  « The 13th Annual Screen Actors Guild Awards | Screen Actors Guild Awards », sur web.archive.org, 30 septembre 2011 (consulté le 30 juillet 2024)
2. ↑  « The 14th Annual Screen Actors Guild Awards | Screen Actors Guild Awards », sur web.archive.org, 13 septembre 2011 (consulté le 30 juillet 2024)
3. ↑  (en-US) Laura Dorwart, « 'The Office': What Is Creed Bratton Doing Now? », sur Showbiz Cheat Sheet, 3 décembre 2020 (consulté le 30 juillet 2024)
4. 1 2 3 4 5 6 7 8 9 10 11 12  (en) Patrick Prince, « Actor/musician Creed Bratton bounces back », sur Goldmine Magazine: Record Collector & Music Memorabilia, 9 mars 2011 (consulté le 30 juillet 2024)
5. 1 2  « Creed Bratton: From His First Guitar to ‘The Office’ Finale. Telling Us About It. | Farah Joan », sur web.archive.org, 17 janvier 2014 (consulté le 30 juillet 2024)
6. 1 2  (en-US) Brian Boone, « Whatever Happened To Creed From The Office? », sur Looper, 17 octobre 2017 (consulté le 30 juillet 2024)
7. ↑  Kent Internet Archive, The Wrecking Crew : the inside story of rock and roll's best-kept secret, New York : St. Martin's Press, 2012 (ISBN 978-0-312-61974-9, lire en ligne)
8. ↑  (en-US) Jason Newman, « The Untold Story of the First U.S. Rock Festival », sur Rolling Stone, 17 juin 2014 (consulté le 30 juillet 2024)
9. ↑   [vidéo] « (500) Zachary Scot Johnson & Creed Bratton Chained To The Blues thesongadayproject The Office »thesongadayproject, 18 janvier 2014, 4:5 min (consulté le 30 juillet 2024)

- Site officiel de Creed Bratton

- Ressources relatives à la musique :   - AllMusic
  - Discogs
  - Last.fm
  - MusicBrainz
  - Rate Your Music
  - Songkick
- Ressources relatives à l'audiovisuel :   - AllMovie
  - IMDb
- Notices d'autorité :   - VIAF
  - ISNI
  - BnF (données)
  - IdRef
  - LCCN
  - WorldCat
- Site officiel de The Office